# Hospital cristiano de Bangkok
El Hospital cristiano de Bangkok (en tailandés: โรงพยาบาลกรุงเทพคริสเตียน) es uno de los hospitales generales más antiguos de Bangkok, Tailandia. Está situado en la vía Silom, distrito de Bangrak .
Los primeros misioneros cristianos que llegaron a Tailandia en el siglo XIX a menudo combinaban la predicación con ayuda médica para la población local. A su juicio, la curación médica era parte de su misión, tal como Jesús les había mandado a "sanar a los enfermos".
En 1840 la Misión Presbiteriana fue establecida en Bangkok y amplió sus oficinas en el país para la evangelización, junto con la misión de sanación. Inicialmente, las clínicas que se establecieron poco a poco se convirtieron en hospitales mejores equipados.
Después de la Segunda Guerra Mundial, la Misión Presbiteriana estadounidense y la Iglesia de Cristo de Tailandia compraron un terreno entre la calle Silom y la calle Surawong con varios edificios de madera. Después de la renovación, los edificios se inauguraron oficialmente como el Hospital Cristiano de Bangkok en 1949.